# Susan Seidelman

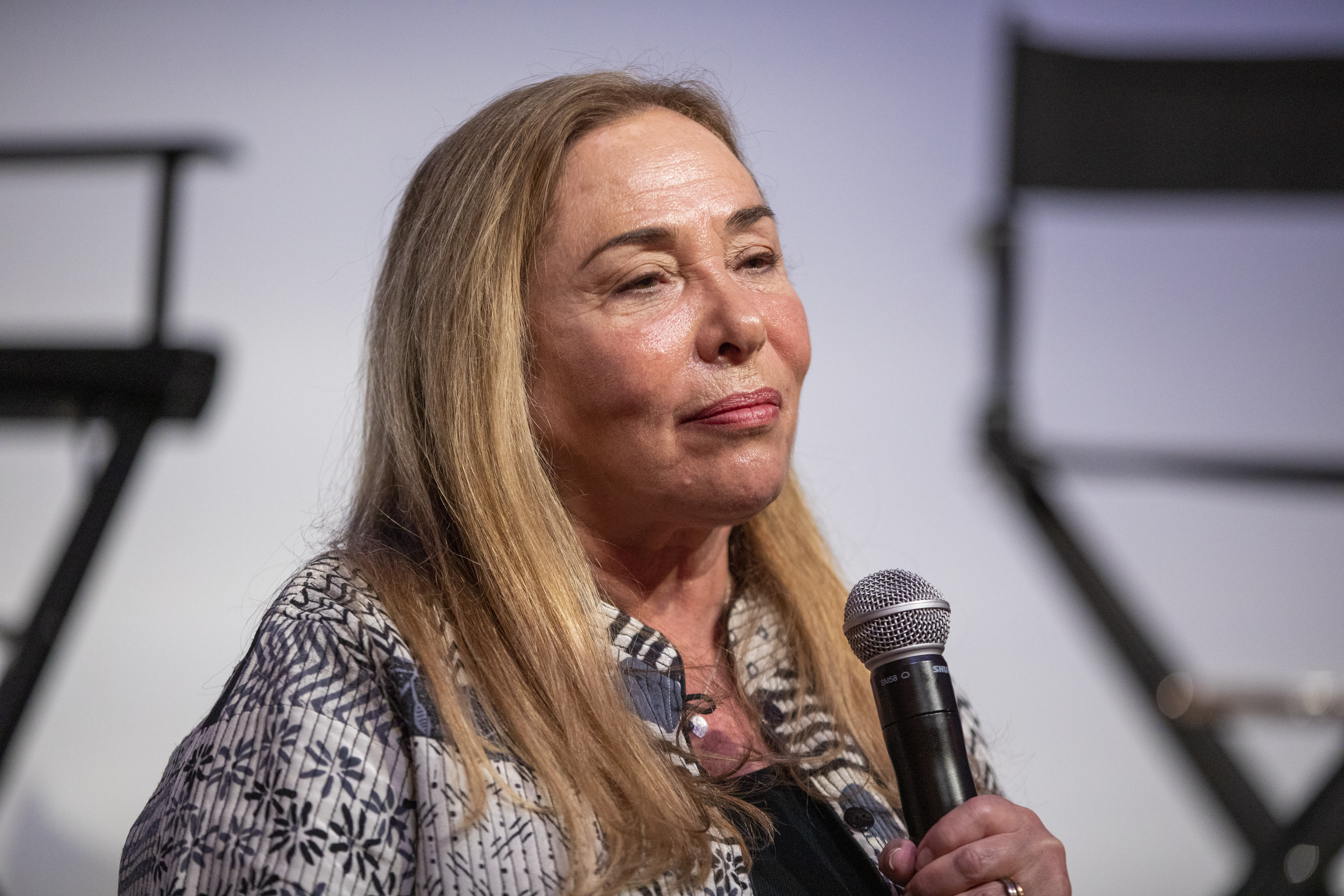
Susan Seidelman (2020)

Susan Seidelman (Filadélfia, 11 de Dezembro de 1952) é uma diretora de cinema norte-americana.

## Prêmios e indicações
- Indicação para Prêmios César - Desperately Seeking Susan
- Indicação para Prêmios da Academia - The Dutch Master
- Indicação para Palma de Ouro - Smithereens

## Filmografia e trabalhos de televisão
- 1981 Smithereens
- 1985 Desperately Seeking Susan
- 1987 Making Mr. Right
- 1989 Cookie
- 1989 She-Devil
- 1992 Confessions of a Suburban Girl
- 1994 The Dutch Master
- 1995 The Barefoot Executive (TV)
- 1996 Tales of Erotica
- 1996 Early Edition - série de televisão
- 1998 Sex and the City - 3 episódios
- 1999 A Cooler Climate (TV)
- 1999 Now And Again - série de televisão
- 2001 Gaudi Afternoon
- 2002 Power and Beauty (TV)
- 2004 The Ranch (TV)
- 2005 Stella - 2 episódios
- 2006 Boynton Beach Club